# トマス・パウナル
トマス・パウナル（英: Thomas Pownall、洗礼日1722年9月4日 - 1805年2月25日）は、18世紀イギリスの政治家であり、植民地の役人である。1757年から1760年までマサチューセッツ湾直轄植民地の総督を務め、その後はイギリスの議会議員を務めた。アメリカ独立戦争以前の北アメリカを広く旅し、イギリスの議会が植民地に課税しようとしていることに反対し、独立戦争が起きるまで植民地側の肩を持つ少数派だった。
パウナルは古典的な教育を受け、ロンドンの植民地管理者とのコネがあったので、1753年に初めて北アメリカに旅し、植民地を探検して2年間を過ごした後の1755年にニュージャージー植民地の副総督に指名された。マサチューセッツ植民地総督を長く務めていたウィリアム・シャーリーをイングランドに呼び戻させることに加わった後、1757年に同総督に就任した。その総督任務はフレンチ・インディアン戦争で忙殺されることとなり、戦争遂行のためにマサチューセッツ植民地から民兵隊を立ち上げることに努力した。植民地の管理のために例えば民間人の家をイギリス兵が宿舎とすることなど軍隊が干渉することに反対した。植民地議会との関係は概して良好だった。
1760年にイングランドに戻り、植民地事情に関する関心を持ち続け、『植民地の管理』の数版など植民地の状態に関した本を出版し、広く読まれた。イギリスの議会議員となり、常に植民地の立場に立った発言を続けたが、あまり成功はしなかった。一旦独立戦争が始まると、戦争遂行を支持した。19世紀初期、貿易障壁の減少あるいは撤廃を主唱する者となり、イギリスとアメリカ合衆国の確固とした関係の樹立を提唱した。当時イギリス政府のやり方を批判した匿名の筆者ジュニアスがパウナルだとする著述家がいる。
ジョン・アダムズは、「パウナルは、イギリス王室からこの植民地に派遣された総督の中で、私の意見では最も憲法に忠実で、最も愛国的な総督だった」と記していた。

## 初期の経歴
トマス・パウナルは、父ウィリアム・パウナルと母サラ（旧姓バーニストン）の長男だった。父は郷紳であり軍人だったが、健康に優れず、1735年に早世したために、家族は困難な時代を過ごすことになった。パウナルは1722年9月4日（新暦）に、イングランドのリンカンで洗礼を受け、リンカンとケンブリッジのトリニティ・カレッジで教育を受け、そこを1743年に卒業した。その教育では特に古典的および当代の哲学、さらには科学を学んだ。最初の著作は1753年に出版された政府の起源に関する論文であり、ケンブリッジ時代に書き始めたものだった。
ケンブリッジ時代に、弟のジョンがイギリス植民地の事情を監督する貿易委員会で職を得て、急速に官僚の世界で昇進した。この兄弟は昇進するために互いに影響を及ぼす支持者となった。ジョンがトマスに植民地関連の職を世話し、トマスは昇進の可能性と、植民地で地位を得られる影響力を持つに至った。1753年パウナルは、ニューヨーク植民地総督に指名されたばかりのダンバース・オズボーン卿の個人秘書としてアメリカに渡った。オズボーンはニューヨークに到着した数日後に自殺したので、パウナルは仕事も後援者も無い状態に置かれた。パウナルはアメリカに留まることを選び、アメリカ植民地の状態を研究することにした。その後の月日で、メリーランドからマサチューセッツまで広く旅して回った。植民地の指導層や社交界の最高クラスに招かれ、ベンジャミン・フランクリンや、マサチューセッツ植民地総督ウィリアム・シャーリーなど多くの影響力ある人々との関係を確立した。

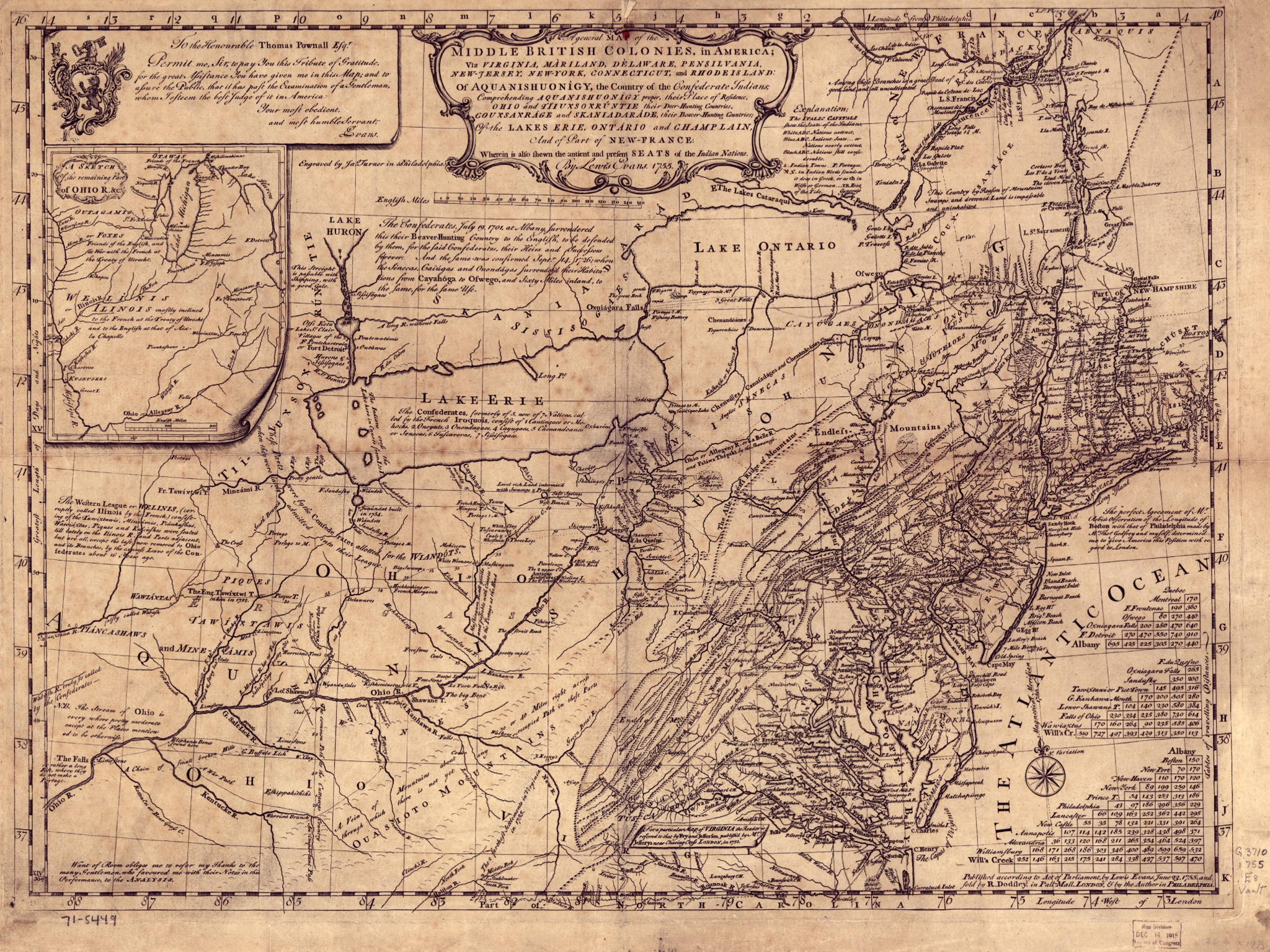
エバンス＝パウナルの1755年の地図

オズボーン総督が扱うように指示していた重要なことの1つは、イロコイ族インディアンの間に募っていた不満であり、その領土がニューヨークと接する関係にあった（このときアップステート・ニューヨークの中部と西部が接点だった）。パウナルはこの件を研究し、その後ペンシルベニアの知り合いから1754年オールバニ会議にオブザーバーとして招かれることになった。インディアン交易の支配を巡る政治的内紛、汚職と不正なインディアンの土地の獲得を含め、インディアンの植民地による扱いに関してパウナルが観察した結果、植民地の管理に関する多くの提案を書かせることになった。英王室が指名したインディアン問題監督官制度の設立を提案し、具体的にニューヨークのインディアン問題コミッショナーであるウィリアム・ジョンソンを推薦した。また植民地を西方に拡張する方向を管理する構想も示していた。会議が終わるとフィラデルフィアに戻った。この時期にフランクリンとの親密な友情を温め、フランクリンと共に事業への投資を始めた。フランクリンはオールバニ会議で植民地の統合を提案し、不成功に終わっていたが、パウナルの著述に貢献した可能性がある。ただしその影響の正確な性質は不明である。フィラデルフィアに居る間に、地図学者のルイス・エバンスとも協力関係を築いた。2人とも当時ヌーベルフランスとフレンチ・インディアン戦争で争っていた北アメリカ内陸部の正確な地図が必要であることを認識していた。エバンスが1775年に出版した地図はパウナルに献じられており、それでパウナルの存在が広く知られることになった。インディアン問題監督官にジョンソンを推薦したことは、1775年に英王室が実行することになった。

## ニュージャージー植民地副総督

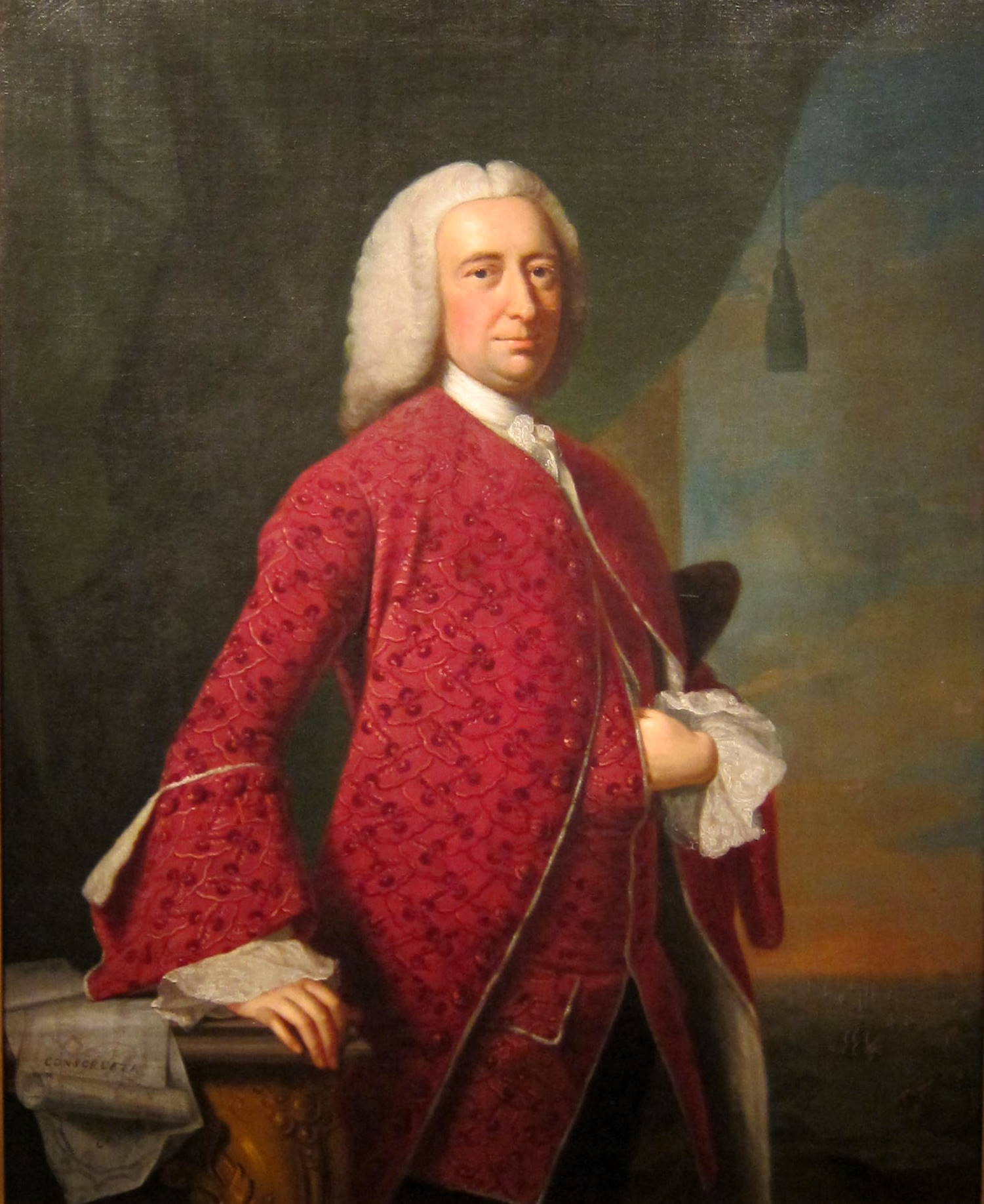
ウィリアム・シャーリー、パウナルの行動もあってマサチューセッツ植民地総督を罷免された

パウナルは自費で生活しており、地位を得られれば自活できることになると期待していた。1755年5月、ニュージャージー植民地副総督に指名された。この職は年取ったジョナサン・ベルチャー総督の死を待つことと、継続中の戦争に関する軍事的な会議に出ること以外ほとんど責任が無かった。しかし、ベルチャーは思ったより長生きし（実際には1757年に死んだ）、パウナルは落着けなかった。軍事的な会議はジョンソンとシャーリーの間に続いていたインディアン問題に関する権力闘争にパウナルを引き込んだ。1755年7月にエドワード・ブラドック将軍が戦死してから、シャーリーが植民地の軍事総司令官になっていた。ジョンソンはフロンティアの安全確保に関するパウナルの関心につけこみ、その陣営にパウナルを引き込んだ。パウナルは既にそれ以前に冷遇されたことについてシャーリーに幾らか嫌悪感を抱くようになっており、ニューヨーク総督のチャールズ・ハーディ卿に宛てた報告書で、他のジョンソン支持者によって与えられた印象を悪くする申し立てとも組み合わされ、シャーリーを総司令官から解任させることになった。パウナルは1756年初期にイングラドに戻り、そこでジョンソンの主張を確認し、新しい総司令官であるラウドン卿の「特別補佐官」の地位を与えられた。ただしこの地位はパウナルが創出したものだった。
パウナルがイングランドにいる間に、シャーリーの評判は軍事情報を敵の手に渡したという申し立てによってさらに悪くなり（パウナルの行動によっては悪くならなかった）、貿易委員会がシャーリーの呼び戻しを決めた。パウナルはペンシルベニアの領主達からそこの総督職を提案されたが、パウナルが幅広い権限を要求したために、結局その提案は引き下げられた。パウナルはこのことを自分の利点に向け、「領主たちの不合理で無知蒙昧な態度」の故に申し出を断ったと広く宣伝した。

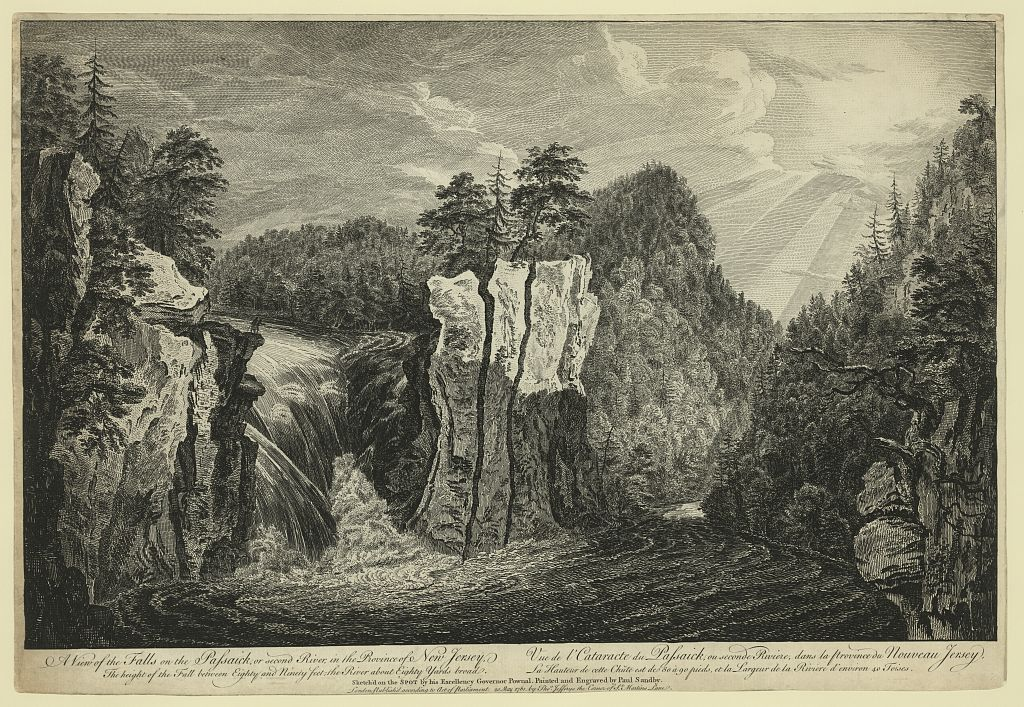
パセーイク川の大滝を描いたパウナルの絵画

パウナルはラウドンと共に1756年7月にアメリカに戻ったが、再度ラウドンの代行としてイングランドに戻り、シャーリーの軍隊指導に関する審問を行った。ラウドンはその軍事作戦と目標もパウナルに指示していた。ロンドンでは新しいピット・ニューカッスル内閣の閣僚に、北アメリカの事情について情報を与えることに深く関わるようになった。この件に関する功績によって、1757年3月にはマサチューセッツ植民地総督に指名されることになった。植民地に関する能力を称賛されるようになったが、その虚栄心と短気を批判されもし、またシャーリーを失墜させたときの役割も批判された。

## マサチューセッツ植民地総督
パウナルは8月初めにボストンに到着した。暖かく歓迎され、8月3日に任務に就いた。その後すぐに戦争に関わる危機に突入することになった。フランス軍がニューヨーク北部のウィリアム・ヘンリー砦に向かって進軍しているとの報告があり、そこの軍隊指揮官が民兵隊に非常収集を掛けていた。パウナルは民兵隊を組織するために精力的に動いたが、その掛け声があまりに遅すぎた。ウィリアム・ヘンリー砦は短時日の包囲後に陥落し、その後でインディアンによるこの戦争では最悪級の残虐行為が起こった。

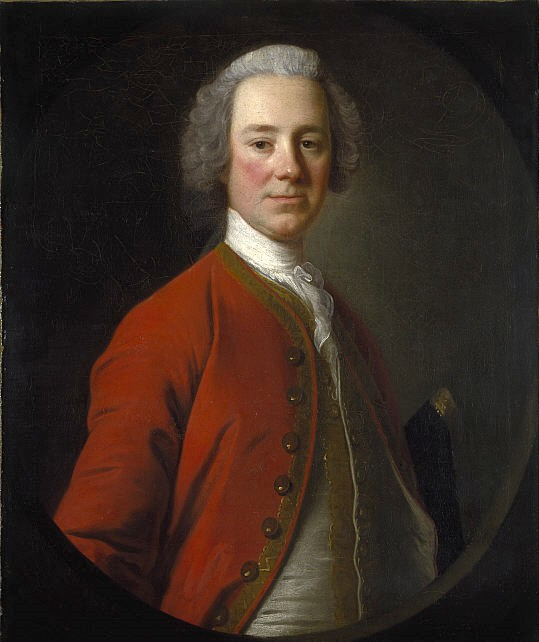
ラウドン卿、パウナルとは時として敵対的な関係となった

1757年9月、パウナルはニュージャージー植民地に旅してジョナサン・ベルチャー総督の葬儀に出席し、帰りはニューヨークに立ち寄ってラウドンと会見した。総司令官であるラウドンは、マサチューセッツ植民地議会がラウドンの出した様々な要求に対して十分に応えなかったことに不満であり、パウナルにその責任を押し付けた。パウナルは民事に軍隊が介入することに反対し、ラウドンが自分の考えを実行するために使った脅しは、総督が指導していくためには必要であるとしても、植民地議会を動かすためではないと主張した。その会見は辛辣なものとなり、ラウドンは後にパウナルの姿勢を厳しく批判する手紙をロンドンに送り、自分の考えを政府の「高飛車な」ものにすることを求めた。ラウドンはイギリス軍がボストンの市民の家を宿とするよう要求したことに対して植民地議会からの反対に遭遇し、援軍を用意して行軍させ、力づくで宿舎を確保すると脅した。パウナルは植民地議会がある面ではラウドンの要求に応ずるよう要求し、最後は宿屋など公的な空間に兵士を泊めることを承認する法案に署名した。この法案は不人気であり、パウナルは、地元新聞からラウドンとその政策を支持したと否定的に報道された。しかしパウナルとラウドンのやり取りは、パウナルが植民地の立場を痛切に感じ取っていたことを示していた。「この植民地の住人はイギリス生まれの臣民が持つ自然権を付加されている。...これらの権利を享受することは、...彼らが抵抗することを励まし勇気づける...残酷な侵略してくる敵に対して」と記した。パウナルは王室の指名する総督と議会の関係について同様にはっきりしていた。「総督は民衆を「追い立て」られないことについて民衆を「導く」努力をせねばならず、一歩一歩「足場を得られる」ように彼らを導かねばならない。」と記した。パウナルがこれらの考えで行動したので、辞任を提案された。しかし、ラウドンはパウナルにその地位に留まるよう進言した。パウナルは後にイギリス議会の法案である1765年宿舎法の一部を執筆したが、その法の執行は植民地で広く抵抗された。
1758年1月、パウナルはイギリスのウィリアム・ピットに宛てて数通の手紙を書き、植民地政府とイギリスの軍隊と文民の管理当局の間の関係を取り巻く難しい問題を説明した。具体的にロンドンが戦争のために植民地が遣う費用をより多く支払うよう提案した。この考えを実行するには、戦争の残り期間で民兵の徴兵数をかなり増やすことになり、1758年の作戦だけでもマサチューセッツから7,000名を徴兵することになった。パウナルは民兵体系の改革を行う法案を議会に通させることができた。この法案は、パウナルがより柔軟で費用のかからない組織を得るために求めた変更の全てを含んでは居らず、地方の役人の手に民兵に関する権限を多く集中させるものだった（総督の支配権を減らしていた）。

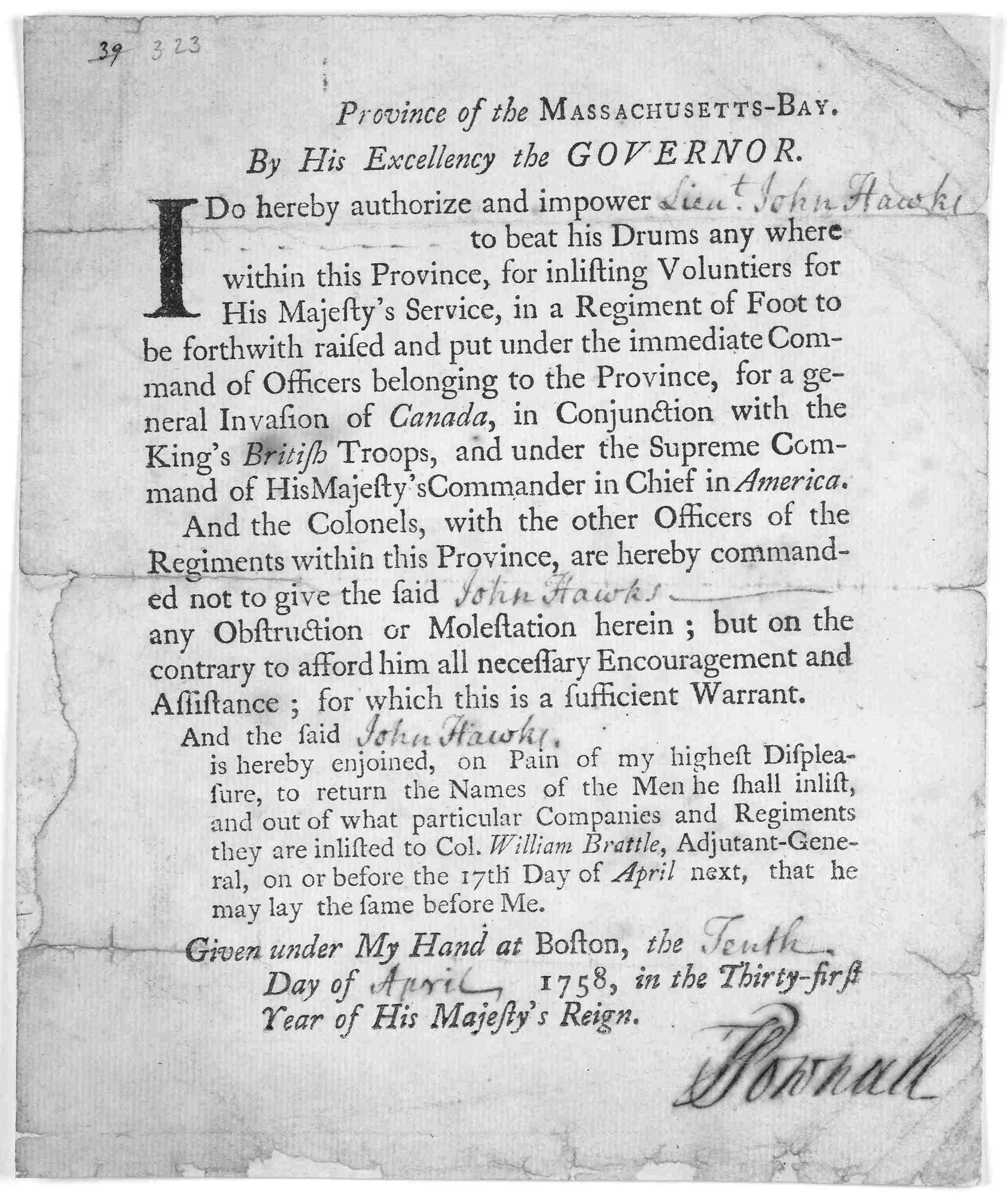
1758年カナダ侵攻のために連隊を招集する太鼓を打つことをジョン・ホーク中佐に認めるパウナルの命令書

これらの改革にも拘わらず、民兵の徴兵は難しく、徴兵隊が嫌がらせを受け、石を投げられることも多く、幾つかの場合には暴動も起きた。しかしパウナルは植民地に割り当てられただけの民兵隊立ち上げに成功し、戦争遂行を精力的に支援したことで、ウィリアム・ピット、貿易委員会、また軍隊の新しい総司令官ジェームズ・アバークロンビーからの称賛も得た。パウナルはこの成功に力を得て、ジェフリー・アマースト将軍に、ペノブスコット湾でフランス軍が動き出す可能性に対抗して砦を建設するというアイディアを提案した。その地域は1755年以来度々フロンティアに対する襲撃が繰り返されており、1758年春にはセントジョージに対する大きな攻撃があったばかりだった。このアイディアはその地域への大きな遠征にまで発展し、アマーストの承認を得ただけでなく、議会の承認も得た。パウナルが遠征を率い、パウナル砦の建設を監督し、同年の大きな成功に数えた。その成功でこの地域には小さいながらランドラッシュが起こった。
パウナルの政権初期は幾分障害があったが、その植民地における人気が、在任が長くなるに連れて大きくなった。多くの漁師の需要について熱心に取り組み、軍事当局を説得して重荷になるお役所仕事を排除させ、地元の商人とも付き合った。トマス・ハンコックとその甥のジョン・ハンコックが行う事業に投資しており、マサチューセッツを離れる時は、その商人集団に称賛された。パウナルは独身であり、女好きで、社交界でもてはやされたとされている。信仰心は強くなかったが、定期的にイングランド国教会の礼拝に出席した。ただし、土地の会衆派教会の礼拝にも度々訪れていた。民兵隊の徴兵、配置、物資調達を取り巻く異論の多い問題をうまく繕い、軍隊と植民地の要求の間で妥協点を交渉した。しかし、副総督トマス・ハッチンソンとの関係は歪が生じた。この二人は互いを信頼することがなく、パウナルは内部の評議会会合からハッチンソンを定期的に排除し、その代りに例えば民兵の徴兵問題を扱わせるなど、任務を与えて派遣していた。パウナルが植民地を去る前に最後に行ったことは、長くハッチンソンの敵対者だったジェイムズ・オーティス・シニアを議会議長に指名することを承認したことだった。
1759年の後半、パウナルはウィリアム・ピットに手紙を書き、「私は（イングランドで）役立てることがあるかもしれない」とマサチューセッツを去ってイングランドに戻してもらうことを依頼した。伝記作者のジョン・シュッツは、パウナルの要請の下にある真の理由は戦争の後半で大きな軍事行動から除外されたことからくる憤懣に関連し、また征服されたヌーベルフランスの軍政府司令官というようなより重要な地位を得たいという願望があった可能性もあった、と推測している。歴史家のバーナード・ベイリンは、トマス・ハッチンソンのようなシャーリーの支持者を決定的に嫌悪し、信用しなかったことと、そのためにマサチューセッツ政治での内紛が要請に繋がったのであり、軍隊指揮官との難しい関係も災いしたという意見である。その理由が何であれ、イギリス王ジョージ2世の死去に伴い、貿易委員会が植民地の役職者を入れ替えようと考え、パウナルにはサウスカロライナ植民地総督の地位が与えられ、まずはイングランドに行く許可が与えられた。民兵の徴兵問題とボストン市の大火の後始末の必要性のためにボストン出発が遅れ、実際に出発したのは1760年6月になってからだった。

## 著作『植民地の管理』
パウナルはサウスカロライナの総督となったが、そこに実際に行くことはなかった。マサチューセッツでの任期を「大変な」ものだったと評しており、1760年11月にはロンドンの植民地事務所に、就位したばかりのジョージ3世が直接命令して初めて、もう一つの総督の地位を引き受けてもいいと伝えた。ピットはパウナルをハノーヴァー選帝侯の軍事委員会の職を宛てた。パウナルはその職を七年戦争の終る1763年まで務めた。しかし、その地位では植民地管理における経験を積むという大望には合わず、また財政上の不正行為という告発もあった。その疑いは晴らされた。
パウナルはイングランドに戻ったときに『植民地の管理』と題する論文を準備していた。それはまず1764年に匿名で出版され、その後1765年から1777年の間に何度か改定して再出版された。この著作は北アメリカの現状に関する些末で複雑な論文であり、13植民地で進行していた緊張感に対する論評が含まれ、パウナルなりに植民地を如何に適切に大英帝国の中に組み入れるかを探索する意図があった。
パウナルの著作はアメリカ人の自由を支持する者であることを明確にした。イギリスが植民地の支配権を失うことを恐れていたが、アメリカ人はイングランド、スコットランド、ウェールズの仲間である臣民を代表する政府の同様な権利を与えられると記していた。同時に植民地人がイギリスから受けた軍事的保護が、その費用の幾らかを払わせることになる同等に広範な義務を作り出したと主張していた。また北アメリカの気難しい植民地を含め、イギリス帝国の全メンバーを纏めることになる共通の政策を作ることができる、強い中心となる議会の必要性についても確信していた。最終的にイギリスと植民地双方からの代表で帝国議会を作ることが唯一の解決法だと結論付けていた。帝国議会というアイディアについては、パウナルだけが唯一のイギリス人論評者ではなかったが、アメリカ人の大半はそれを受け入れがたい説だと考えたので、ジョン・ディキンソンなどはその影響力ある1768年の著作『ペンシルベニアの農夫からの手紙』の中で、議会を中央集権化させる改革案を特別な批判の対象にしている。

## 植民地の支持者

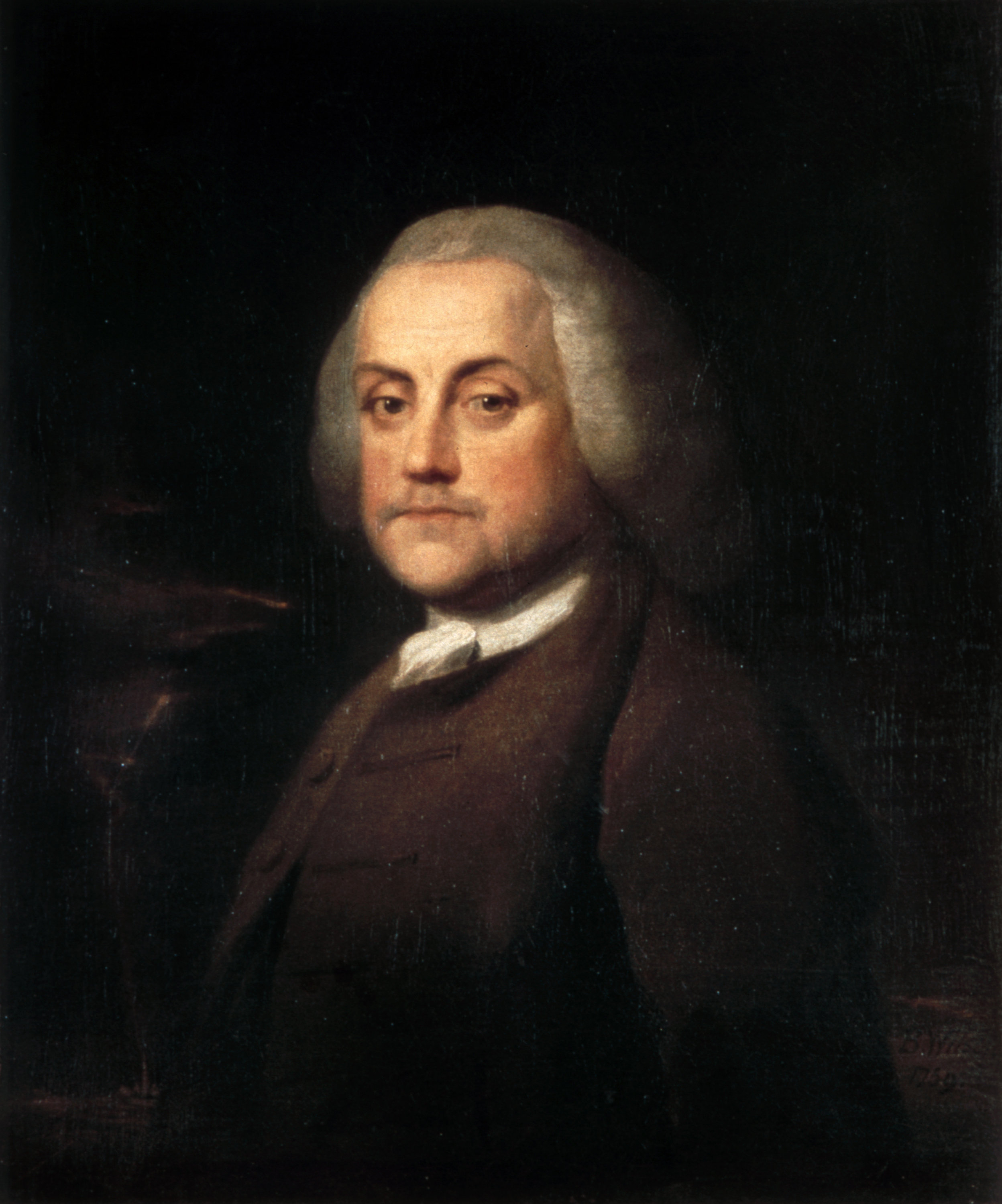
ベンジャミン・フランクリン、パウナルの友人であり、度々文通していた

パウナルはマサチューセッツの政治的同盟者との対話を続け、何度かはイギリス議会の委員会に出て植民地事情について論評した。もち地位が得られるならばマサチューセッツに戻る可能性も検討しており、ノバスコシアの資産への投資を始め、マサチューセッツ総督であった時代にメインで認められた資産以上に植民地に持つ資産を拡張していた。1765年、エブラード・フォークナーの未亡人であり、チャールズ・チャーチル中将の娘であるハリエット・フォークナーと結婚した。このことでマールバラ公爵とのコネもできた。パウナル夫妻には4人の子供が生まれた。ハリエットは優美で知的な女性であり、パートナーの政歴を高める協力者となり、社交的な行事を主催し、パウナルの知的な追及を奨励した。1767年にイギリス議会の選挙への立候補を勧めた可能性もあり、このときトレゴニー選出の議員に当選した。
パウナルはマサチューセッツの利益を代表する代理人としての指名を得られることを期待し、植民地の役人との文通を再開したが、その目算は外れた。植民地から定期的に訪問者を受け入れており、ペンシルベニアの旧友であるベンジャミン・フランクリンが度々訪れていた。植民地の緊張が高まるのを警告として受け取り、イギリス議会と植民地管理部門の処理ミスが緊張を緩和するよりも助長していると見ていた。議会議員としての立場を利用して、1765年宿舎法など不人気な立法に対する植民地の反対を際立たせた。1768年にタウンゼンド諸法に対する抗議が暴力行為になった後で、ボストンに軍隊が派遣されたとき、議場に立ってイギリスと植民地の関係は綻びていると警告し、その結果は恒久的な断絶になりうると言った。
1770年、パウナルはフレデリック・ノース首相がタウンゼンド諸法を部分的に撤回したことに反対した。まだ茶に対する課税が議会の権力の象徴として残されたままだった。この法に関する議論の中で、パウナルはその税を続けることがアメリカ人の首にくびきを掛けるよりも、イギリス人の首の周りに「石臼」を置くことになると指摘し、内戦になるかもしれないと述べた。その発言は1770年3月5日に行われたが、それはボストン虐殺事件の起きた日だった。議会がアメリカ植民地の問題を理解できないという見解に意気を挫かれ、植民地の文通相手には憲法上の問題を通すことと暴力を避けることを続けるよう督促した。
当時の植民地アメリカの問題は一時的に横道に逸れていた。1772年、パウナルは議会にイギリスにおける食料生産と配分を改革する提案を行った。その法案は庶民院を通過したが、上院で修正され、庶民院はその先議権の侵害だとして修正された法案を拒否することになった。この法案は翌年成立し「パウナル総督の法案」と呼ばれた。それはアダム・スミスのような影響力ある人物など多くの者から称賛され、パウナルは古物商協会と王立協会の会員になるという名誉にも浴した。

## アメリカ独立戦争
1773年12月のボストン茶会事件に続き、イギリス議会はマサチューセッツに罰を与えるために一連の法を成立させた。パウナルはより和解を進める方法に世論を向けることができなかった。ハッチンソン文書事件のときには、誰かがトマス・ハッチンソンの私文書をベンジャミン・フランクリンに届けた可能性があると示唆した。ただしフランクリンがその文書の入手源を明らかにすることはなかった。パウナルはイギリス議会の議席を保持できなかった。1774年の選挙で落選した。パウナルは活動を続けることを求め、マインヘッドを代表する補欠選挙で議席を確保してくれたノース卿に訴えることで落ち着いた。この保守派への明らかな転向はパウナルの多くの植民地支持者に警告を与えた。ノースがパウナル支持を得るためにその落選を画策した証拠も幾らかある。

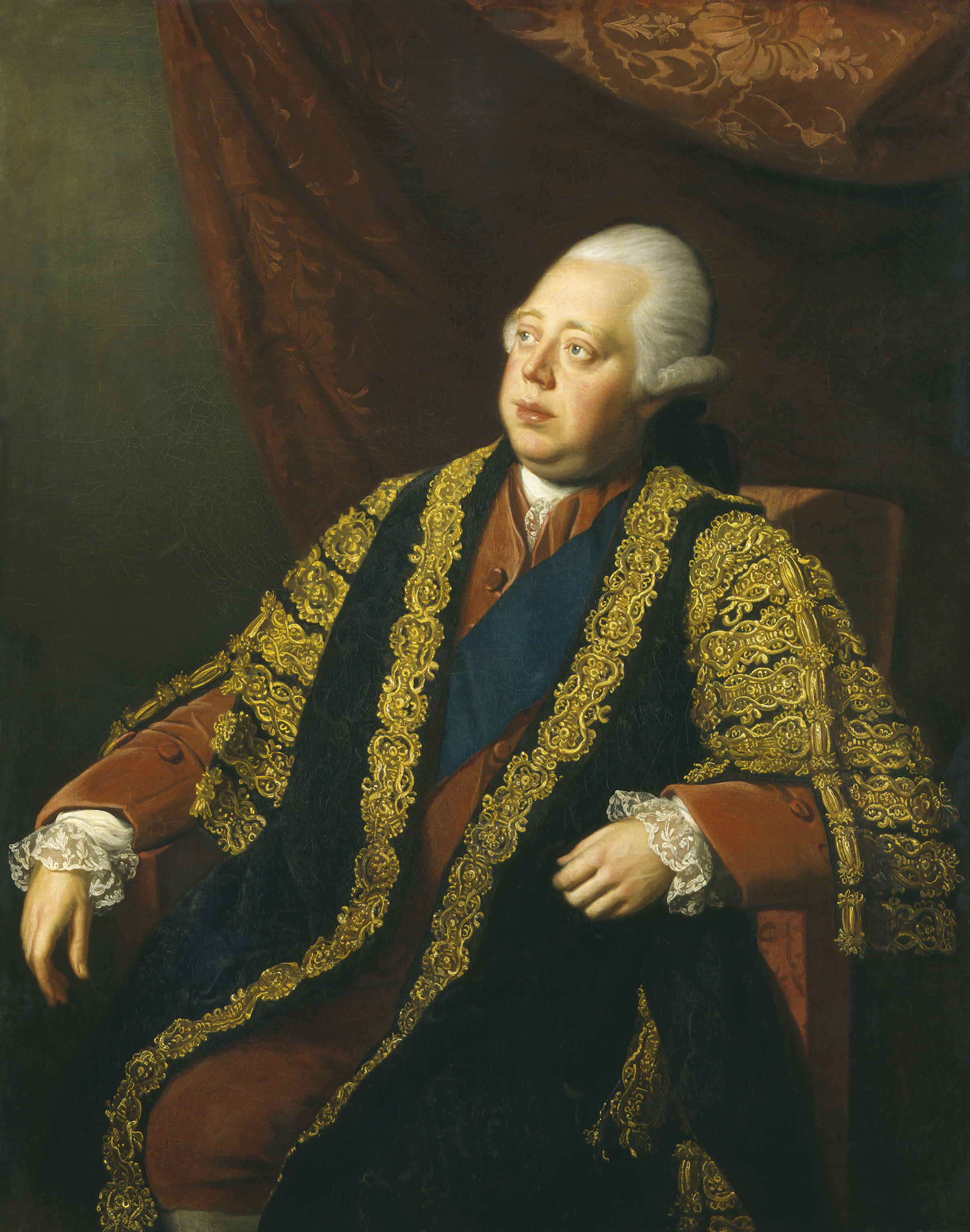
ノース卿フレデリック・ノース、ナサニエル・ダンスによる肖像画。

パウナルはアメリカ独立戦争の開戦に繋がる議論の中で、ノース首相の和解の試みを支持した。しかし1775年4月に一旦敵対関係が始まると、その和解を進める見解は、戦争を支持するトーリーにも、逆の立場のホイッグ党にも却下された。ホイッグ党はパウナルの提案をその立場を損なうものとして却下した。パウナルは1777年までノース支持のままだった。その後は公然と平和党を支持する宣言を行った。この戦争にフランスがアメリカ側で参戦したことで、パウナルは確固とした戦争支持のトーリーになった。しかしパウナルの支持には微妙な意味合いがあった。依然としてアメリカ人との和解を論じ続けていたが、フランスに対する点ではしっかりと愛国者であり続けた。このような姿勢を崩せないことではイギリスの政治家の中にパウナル一人というわけではなく、1780年には議員の再選を求める立候補を拒否した。
戦中にパウナルは何度か『植民地の管理』の改訂版を出版し、情勢の変化を反映する修正と拡張を行った。エバンスの地図も更新と改定を行い、植民地からの情報を得て地図の改定を進めた。1777年に妻が死んだ後の年代はある程度身を退いたが、議会には現れ続けた。

## 戦後の時代
1780年7月、パウナルは『ヨーロッパの主権国に宛てた最も謙虚な陳情書』と題する随筆を匿名で出版した。この広く出版された文書はヨーロッパ中からパウナルに関する関心を集めた。著者を匿名にしたが、『植民地の管理』の文章を使ったことでパウナルと分かることになった。この随筆はヨーロッパの指導者達に新しく独立したアメリカ合衆国をどう扱うか提案を行い、アメリカの独立と急速な人口の増加は世界の貿易に大きな変革を与えることになると指摘していた。ヨーロッパの指導者達が会して基本的に自由貿易となるものに世界的な規制を樹立することを提案した。
パウナルは戦争が終わった後もアメリカ合衆国に対する関心を維持し続けたが、アメリカに戻ることはなかった。マサチューセッツの民兵隊での任官を求めたが成功しなかった。その手続きはヨーロッパを旅する間に提出したものだった。随筆は、新しいものも古いものの改訂版も書き続け、1775年の地図の改訂版も出版した。1768年には会員に選ばれていたロンドン古物商協会の雑誌に記事を投稿した。その著作の中で考古学に対するより活発なアプローチを提案し（当時はほとんどアマチュアの「紳士収集家」の領域だった）、それを歴史の研究に直接結びつけようとした。

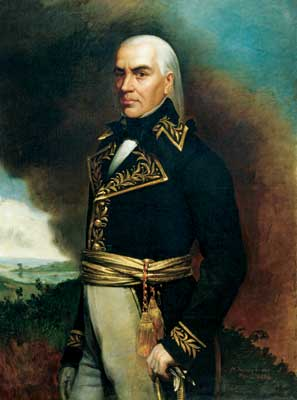
フランシスコ・デ・ミランダ、ラテンアメリカの独立を目指した活動家、肖像画はマルティン・トバル・イ・トバルの作

パウナルは後年に、ベネズエラ植民地の将軍でラテンアメリカのスペインからの独立を推進したフランシスコ・デ・ミランダに紹介された。歴史家のウィリアム・スペンス・ロバートソンに拠れば、後年にミランダが進めた重要な議論は、パウナルの影響を辿ることができるとしている。パウナルはミランダを明らかに支援しており、独立の計画を進めたときにイギリス政府におけるコネを養成した。パウナルの最後の大きな仕事は再度自由貿易を論じた論文であり、ラテンアメリカの貿易市場をイギリスとアメリカに開く方法としてラテンアメリカの独立をイギリスが支持することを求めたことだった。パウナルは1805年2月25日にサマセットのバースで死去した。バースのウォルコットにある教会に埋葬された。

## 家族と遺産
パウナルは2度結婚した。最初は1765年に結婚したハリエット・チャーチルであり、エブラード・フォークナーの未亡人、かつチャールズ・チャーチル中将の非嫡出の娘だった。ハリエットは1777年に死去した。1784年、ハンナ（旧姓ケネット）・アステルと再婚し、その過程でかなりの土地を取得し、地主階級の象徴となった。
メイン州パウナルとバーモント州パウナルの各町はトマス・パウナルにちなむ命名である。メイン州ドレスデンも以前はパウナルボロと名付けられていた。この事実は1761年にその町に建てられた歴史的資産であるパウナルボロ・コートハウスの名に残っている。

## ジュニアス
1769年から1772年、ロンドンの新聞「パブリック・アドバタイザー」に、筆名「ジュニアス」を使う者が書いた一連の文書が掲載された。この文書の多くはイギリス政府の役人が汚職を働き、権力を乱用していることを非難していた。その主題について、パウナルが話し、書いていたことでもあった。このジュニアスが誰であるかについては、当時もその後も議論の対象になってきた。1854年、フレデリック・グリフィンが「ジュニアスの正体」という一文を書き、その中でパウナルがジュニアスだと論じていた。この議論は、パウナルの子孫であるチャールズ・A・W・パウナルが1908年に著したパウナルの伝記でも再度掲載された。現代の学者達は一連の証拠に基づきその著者をフィリップ・フランシスだとする説を論じている。